# アルウェルニ族

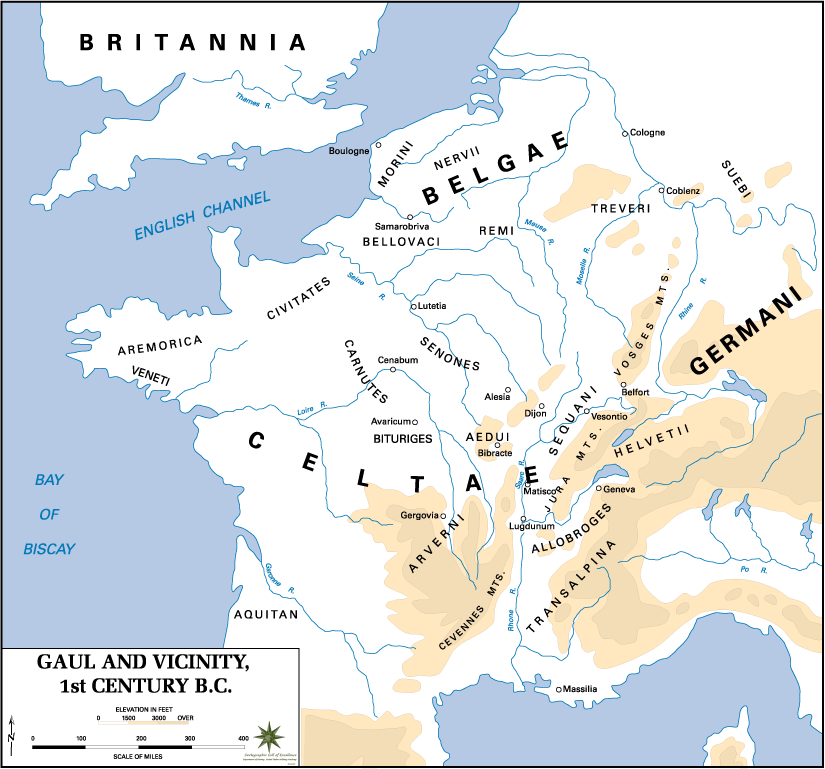
紀元前1世紀ごろのガリア

アルウェルニ族（アルウェルニぞく、Arverni）は、現在のフランスのオーヴェルニュ一帯にかけて居住していたガリア人の部族。オーヴェルニュ（Auvergne）の名はこの部族に由来する。

## 歴史
アルウェルニ族の中心都市はゲルゴウィア（現在のクレルモン＝フェラン近郊）だった。紀元前3世紀から紀元前2世紀ごろにかけて、族長のルエルニオスのもとでアルウェルニ族は力を持つようになっていった。ルエルニオスの息子ビトゥイトスは紀元前123年にローマに敗れ、その支配下に置かれることになった。
紀元前52年、ガリア戦争の最中にウェルキンゲトリクスが族長となり、ローマに対して反旗を翻した。ガリア総決起と呼ばれるほど激しい戦いになったが、ガイウス・ユリウス・カエサルによってアレシアの戦いで敗れた。